# Verkhni Paren
Verkhni Paren (en russe : Верхний Паре́нь) est un village russe du raïon du Nord-Evensk de l'oblast de Magadan, dans la région extrême-orientale de la Kolyma. Sa population s'élevait à 73 habitants au recensement de 2021.

## Géographie
Le village de Verkhni Paren se situe dans l'oblast de Magadan, un oblast de la Sibérie du nord-est, en Russie extrême-orientale. La localité fait partie de la région de la Kolyma, et du district fédéral d'Extrême-Orient. Le village se trouve dans le raïon du Nord-Evensk, une subdivision de l'oblast.  
Verkhni Paren, comme tout l'oblast de Magadan, se trouve dans le fuseau horaire MSK+8 (heure de Magadan). Le décalage horaire appliqué par rapport au temps universel coordonné est +10:00.

## Démographie
Recensements (*) et estimations de la population,,,,,
:
| 1989* | 2002 * | 2010* | 2021* |
| ----- | ------ | ----- | ----- |
| -     | 280    | 159   | 73    |

Concernant les ethnies, en 2002, sur les 280 habitants, il y avait 93 % de Koriaks.